# Izraelsko kraljestvo (združeno)
Združeno izraelsko kraljestvo Izraela in Judeje (hebrejsko ממלכת ישראל [Izraelsko kraljestvo]‎) je bilo antično kraljestvo, ki so ga ustanovili Hebrejci (Izraeliti). V njem so vladali kralji Savel, David in Salomon in je znano predvsem iz Svetega pisma. Njegov obstoj se običajno datira med letoma 1020 in 930 pr. n. št.. Svetopisemski viri poročajo, da je po Salomonovi smrti in ustoličenju njegovega sina Roboáma okoli leta 930 pr. n. št. kraljestvo razpadlo na Izraelsko kraljestvo s Šehemom in Samarijo na severu in Judejsko kraljestvo z Jeruzalemom na jugu.
Sodobni znanstveniki s tekstno kritiko in arheološkimi dokazi izpodbijajo svetopisemska poročila, zato je zgodovinskost nekaterih (ali celo vseh) poročil vprašljiva.

## Zgodovina
Tekstna kritika je pokazala, da sta Samuelovi knjigi zlepljeni iz več različnih izvirnih besedil. Na začetku prve knjige so najbolj izraziti promonarhistični in protimonarhistični opisi, iz katerih se da rekonstruirati dva različna vira. Protimonarhistični vir opisuje, da je Samuel popolnoma iztrebil Filistejce in hkrati priznava, da je ljudstvo zahtevalo vladarja, za katerega so vidci zbrali Savla.
Promonarhistični vir opisuje božansko Savlovo rojstvo (njegovo ime so kasnejši uredniki spremenili v Samuela) in njegov vojni pohod in popolno zmagi nad Amonci. Po zmagi je ljudstvo glasno zahtevalo, naj ga povede proti Filistejcem in ga izžrebalo za kralja.

### Izvor
Po Knjigi sodnikov so hebrejska plemena pred ustanovitvijo kraljestva živela v plemenski zvezi, ki so jo vodili karizmatičnimi voditelji, imenovani sodniki. Za prvega kralja so sihemski gospodje in ves Bet Miló postavili Abiméleha. Celemu Izraelu je vladal tri leta, dokler ni bil v bitki pri Tebécu ubit.
Po svetopisemskem pisanju je združeno kraljestvo nastalo, ko se je večina prebivalstva odločila, da bi namesto ohlapne hebrejske plemenske zveze raje imela kralja. V Svetem pismu je rečeno, da je Hebrejce k temu prisilil vedno večji pritisk Filistejcev in drugih sosednjih plemen, in Samuel je za prvega kralja mazilil Savla iz Benjaminove družine. Sveto pismo obravnava kralja kot prekletstvo, ker je človek dobil položaj spoštovanja in moči, ki po njihovi veri rezerviran za Boga.

### Državljanska vojna
Po Drugi Samuelovi knjigi je bila Savlova vladavina zaradi neposlušnosti do Boga okrnjena in njegovemu kraljestvu je zavladala druga rodbina. Mazoretski tekst pravi, da je Savel vladal samo dve leti, čeprav je to malo verjetno. Sveto pismo za Savla pravi, da je umrl v bitki s Filistejci.
David in Savel sta pred tem postala sovražnika, vsaj s Savlovega stališča, čeprav viri pišejo, da sta Savlov sin Jonatan in hčerka Mihála pomagala Davidu, da je pobegnil pred Savlom, kar je privedlo do kratke sprave pred Savlovo smrtjo. 
Savla je v Izraelu nasledil sin Iš Bošet, ki je vladal samo dve leti, dokler ga niso umorili. David, ki je vladal samo v Judeji, je po zaroti proti Iš Bošetu zavladal tudi v Izreaelu. Številne tekstne kritike in poznavalci Svetega pisma kažejo, da je bil za umor odgovoren David, vendar so si kasneje izmislili njegovo nedolžnost, s katero so njegovo dejanje prikrili.
Ob koncu četrtega leta Davidovega vladanja so izraelski uporniki v Hebronu za novega kralja imenovali Davidovega sina Absaloma. David je pobegnil iz Jeruzalema na vzhod preko Jordana. Po mnenju večine arheologov ni šlo za pravi upor Izraela proti mogočnemu kraljestvu, ampak za ponovno vzpostavitev oblasti nad revno, zaostalo in redko naseljeno regijo. 
Tekstna kritika kaže, da ta del svetopisemskega besedila in večina preostalega dela druge Samuelove knjige izhajata iz enega samega vira, znanega kot Zgodovina Davidovega dvora.  Vir sicer odraža politično pristranskost kasnejšega Judejskega kraljestva po propadu Izraela, vendar je nekoliko bolj nepristranski od kraljestvu naklonjenih in nasprotnih virov v zgodnejših delih besedila. Izrael in Judeja sta v tem besedilu opisana kot precej različni kraljestvi.
David je nazadnje sprožil protinapad in zmagal, vendar je pri tem izgubil sina Absaloma. Po ponovnem prevzemu oblasti v Judeji se je vrnil na zahodni breg Jordana. Izraelci so se mu kasneje še večkrat uprli, vendar je vse upore uspešno zatrl.

### Zlata doba
David je po državljanski vojni s Savlom ustvaril močno združeno kraljestvo in vladal približno od leta 1000 do 961 pr. n. št.. Njegov naslednik Salomon, ki je vladal od leta 961 do 922 pr. n. št. je ohranil enotno monarhijo.
David, tretji kralj Izraela, je leta 1006 pr. n. št. prestolnico kraljestva prestavil v Jeruzalem. Pred tem je bila prestolnica Davidove Judeje Hebron, Iš Bošetovega Izraela pa Mahanaim. Še pred tem je bila prestolnica Savlovega združenega kraljestva Gibea. 
David je vodil nekaj uspešnih vojnih pohodov proti sovražnikom Izraela. Porazil je sosednja ljudstva, vključno s Filistejci, in zavaroval meje kraljestva. Izrael je zrasel v močno regionalno silo. Pod Davidovo dinastijo je Združeno kraljestvo doživelo razcvet in doseglo premoč nad svojimi sosedi. 
Pod Davidovim naslednikom Salomonom se je začelo obdobje miru, blaginje in kulturnega razvoja. V tem času je bilo zgrajeno veliko javnih zgradb in Prvi jeruzalemski tempelj. 
Po svetopisemskih poročilih je Davidu končno uspelo resnično poenotenje Judeje in Izraela. Nekateri sodobni arheologi so prepričani, da se je v tem obdobju nemoteno nadaljeval obstoj  dveh različnih kulturnih in geografski entitet – judejske in izraelske.  Njihova morebitna politična združitev ni imela nobenega praktičnega vpliva na odnose med obema ljudstvoma.
Izraelsko kraljestvo je preraslo v cesarstvo in obvladovalo številne šibke vazalne države, vključno s Palestino, Moabom, Edomom in Amonom, in številne aramejske mestne države (Aramejska Coba in Aramejski Damask). Po svetopisemskih virih se je cesarstvo raztezalo od Sredozemskega morja do Velike arabske puščave in od Rdečega morja do Evfrata. Nekateri sodobni arheologi so prepričani, da ozemlje cesarstva brez feničanskega ozemlja ob Sredozemskem morju, ni presegalo 34.000 km2. Od tega je Izraelsko kraljestvo obsegalo 24.000 km2.
Davida je po smrti nasledil sin Salomon, ki je pridobil kraljestvo na nekoliko sporen način po umoru svojega starejšega brata Adoníja.  Med njegovo vladavino je kraljestvo doživelo obdobje miru, kakršnega še ni bilo. 
David in Salomon sta v Svetem pismu prikazana kor sklenitelja močnega zavezništva s Tirskim kraljestvom. Tiru sta odstopila nekaj svojega ozemlja in v zameno dobila številne mojstre obrti, izkušene delavce, denar, dragulje, cedrovino in druge dobrine. S pomočjo tirskega denarja in arhitektov  sta bila zgrajena tudi Davidova palača in Salomonov tempelj. 
Salomon naj bi obnovil tudi številna velika mesta, vključno z Megidom, Hazorjem in Gezerjem. Arheologi so med izkopavanjem omenjenih mest odkrili nekaj elementov, na primer mestna vrata s šestimi prostori in palače iz klesanega kamna, ki so jih pripisali ravno Salomonovemu obnovitvenemu programu. Med kasnejšimi izkopavanji v Megidu je postalo jasno, da so zgradbe iz različnih in kasnejših obdobij. Yigael Yadin je naknadno ugotovil, da je hleve, za katere so bili prepričani,  da so pripadali Salomonovi veliki čredi konj, v resnici zgradil kralj Ahab v 9. stoletju pr. n. št..

### Konec združenega kraljestva
Po Salomonovi smrti okoli leta 926 pr. n. št. so napetosti med  desetimi plemeni v severnem delu kraljestva in njegovim južnim delom, v katerem je dominiral Jeruzalem, dosegle vrelišče. Ko se je Salomonov sin in naslednik  Roboám  netaktno odzval na pritožbe severnih plemen, se je združeno kraljestvo Izraela in Judeje  razcepilo na Izraelsko kraljestvo s Samarijo na severu in Judejsko kraljestvo z Jeruzalemom na jugu. Roboám  je obdržal oblast v Judeji, v Izraelu pa je po volji ljudstva zavladal Nebátov sin Jerobeám. Večina nehebrejskih  provinc je dobila samostojnost. 
Izraelsko krajestvo (tudi Severno kraljestvo ali Samarija) je bilo neodvisno do leta 722 pr. n. št., ko ga je podjarmilo Asirsko cesarstvo. Judejsko  (ali Južno kraljestvo) je ostalo neodvisno do leta 586 pr. n. št., ko ga je podjarmilo Babilonsko cesarstvo.

## Kronologija
V rabi je več kronologij obdobja Združenega izraelskega kraljestva. Mnenja strokovnjakov iz različnih strok se še vedno razhajajo, zato začetek in konec kraljestva  nista dokončno določena.
Večina zgodovinarjev podpira ali starejšo kronologijo Williama Foxwella Albrighta in Edwina Richarda  Thieleja ali  novejšo kronologijo Gershona Galila, ki sta prikazani v naslednji preglednici. Vsi datumi so iz obdobja pred našim štetjem. Thielejeva kronologija se na splošno ujema z Galilovo in se od nje razlikuje za največ eno leto.
| Albrightovi datumi  | Thielejevi datumi | Galilovi datumi | Običajno/svetopisemsko ime | Vladarsko ime in naslov             | Opombe                      |
| ------------------- | ----------------- | --------------- | -------------------------- | ----------------------------------- | --------------------------- |
| Savlova rodbina     |                   |                 |                            |                                     |                             |
| okrog 1021–1000     |                   | okrog 1030–1010 | Savel                      | Shaul ben Qysh, Melekh Ysra’el      | ubit v bitki, samomor       |
| okrog 1000          |                   | okrog 1010–1008 | Iš Bošet                   | Ishba'al ben Shaul, Melekh Ysra’el  | umorjen                     |
| Davidova rodbina    |                   |                 |                            |                                     |                             |
| okrog 1000–962      |                   | okrog 1008–970  | David                      | Dawidh ben Yishai, Melekh Ysra’el   | Savlov zet, Iš Bošetov svak |
| okrog 962–okrog 922 |                   | okrog 970–931   | Salomon                    | Sh'lomoh ben Dawidh, Melekh Ysra’el | sin Davida in Batšebe       |

## Arheološki dokazi
Arheologa Israel Finkelstein in Neil Silberman, avtorja knjige The Bible Unearthed  (Izkopana Biblija), trdita, da ideja o združenem kraljestvu ni zgodovinska, ampak »plod močnega verskega in reformističnega gibanja, ki je verjetno temeljil na nekaterih zgodovinskih dejstvih«. Finkelstein in Silberman se v eni od kasnejših raziskav tudi ne strinjata, da sta bila David in Salomon resnična kralja Judeje okrog 10. stoletja pr. n. št., ker je prva neodvisna omemba Izraelskega kraljestva nastala okrog leta 890 pr. n. št., Judejskega kraljestva pa okrog leta 750 pr. n. št.. Njuno trditev podpira Tubb, ki trdi, da je združeno kraljestvo stvaritev Zlate dobe, napisane v babilonskem suženjstvu. Tubb sprejema zgodovinskost Davida in Salomona, vendar opozarja, da ju je treba gledati »kot lokalna ljudska junaka in ne kot vladarja mednarodnega slovesa«.
Adele Berlin in Marc Zvi Brettler sta avtorja eseja, ki temelji na delu Michaela D. Coogan in Carol A. Newsom in navaja, da arheološki dokazi potrjujejo zgodovinskost pripovedi o povečanju centralizirane oblasti v Izraelu v 10. stoletju pr. n. št..  Tekstna analiza Svetega pisma »razkriva nekaj arhivskih in drugih podrobnosti, ki se lahko povežejo z arheološkimi dokazi in so v skladu z okvirom dogodkov v opisu. Skeptičnost nekaterih sodobnih zgodovinarjev, ki trdijo, da so svetopisemske pripovedi o združenem kraljestvu popolnoma izmišljene, se zato zdi neupravičena«. Kuhrt ugotavlja splošno pomanjkanje arheoloških dokazov za združeno kraljestvo in zaključuje: »Iz časa združenega kraljestva ni nobenih kraljevih napisov (pisnega gradiva je v celoti zelo malo) in niti ene omembe  Davida ali Salomona… Proti temu je treba postaviti dokaze za  znaten razvoj in rast več mest, ki so verodostojno povezani z 10. stoletju pr. n. št.«. Kenneth Kitchen v svojem pregledu dokazov zaključuje nekaj podobnega in trdi, da je »fizična arheologija Kanaana 10. stoletja pr. n. št. skladna s prejšnjim obstojem združene države na njegovem ozemlju«. 